# Bârzești, Vâlcea
Bârzești este un sat în comuna Bărbătești din județul Vâlcea, Oltenia, România.